# Keysi Sayago
Keysi Mairín Sayago Arrechedera (Carrizal, 6 ottobre 1993) è una modella venezuelana incoronata Miss Venezuela 2016.

## Biografia
Keysi è nata a Carrizal, ma vive a Los Teques.
Ha partecipato a Miss Miranda 2016 classificandosi al secondo posto, in seguito ha vinto la fascia di Miss Monagas 2016.
È stata incoronata il 5 ottobre 2016 Miss Venezuela.